# Пенное пожаротушение

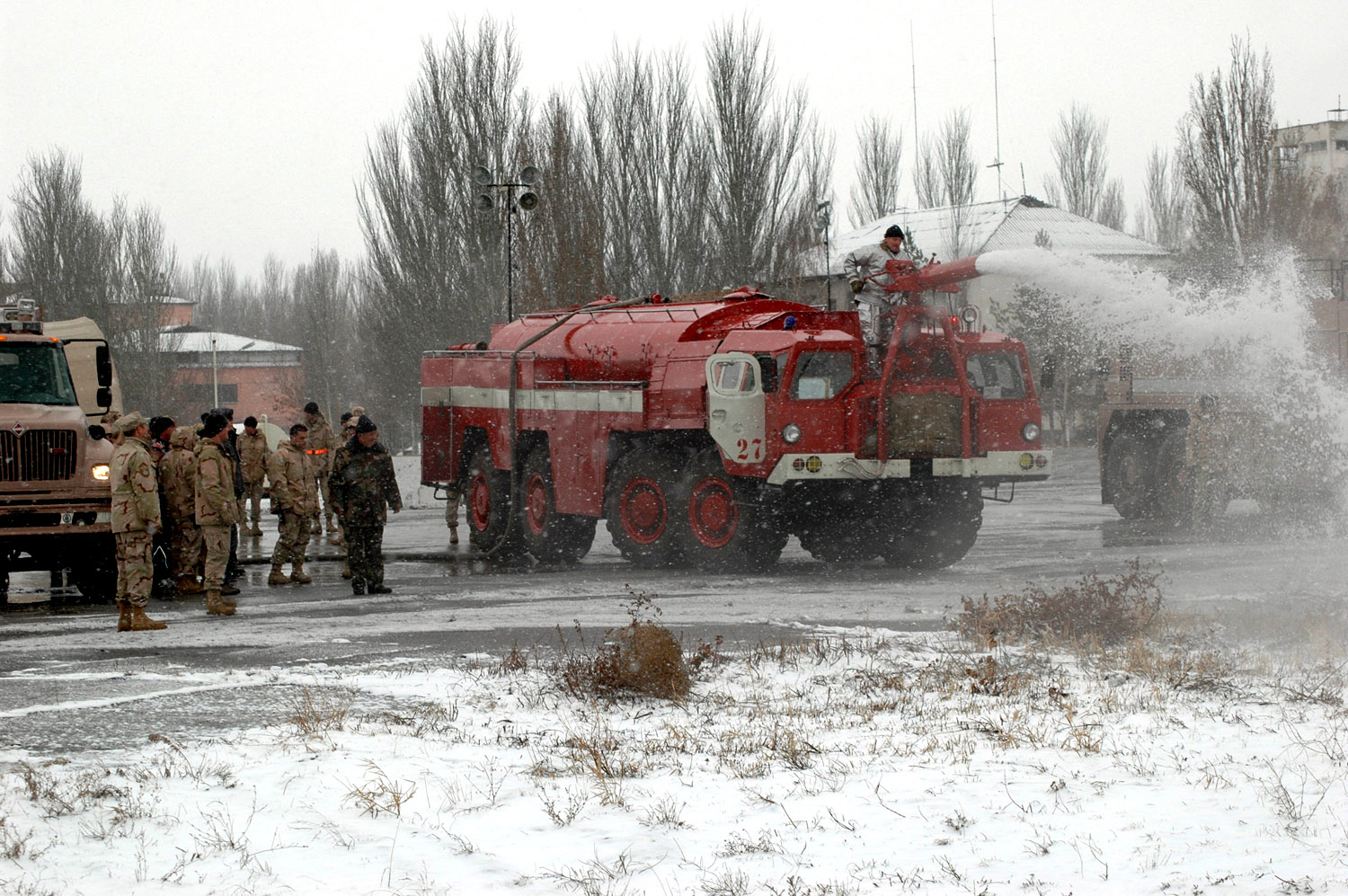
Пожарный аэродромный автомобиль демонстрирует работу пенного лафетного ствола

Пенное пожаротушение — тушение пожара с использованием пены.
Пены широко используются для тушения пожаров на промышленных предприятиях, складах, в нефтехранилищах, на транспорте и т. д. Пены представляют собой дисперсные системы, состоящие из пузырьков газа, окружённых плёнками жидкости, и характеризующиеся относительной агрегатной и термодинамической неустойчивостью. Если пузырьки газа имеют сферическую форму, а их суммарный объём сопоставим с объёмом жидкости, то такие системы называются газовыми эмульсиями. Для получения воздушно-механической пены требуются специальная аппаратура и водные растворы пенообразователей.
Достоинства пены как средства тушения:
- существенное сокращение расхода воды;
- возможность тушения пожаров больших площадей;
- возможность объемного тушения;
- возможность подслойного тушения нефтепродуктов в резервуарах;
- повышенная (по сравнению с водой) смачивающая способность.
- при тушении пеной не требуется одновременное перекрытие всего зеркала горения, поскольку пена способна растекаться по поверхности горящего материала.

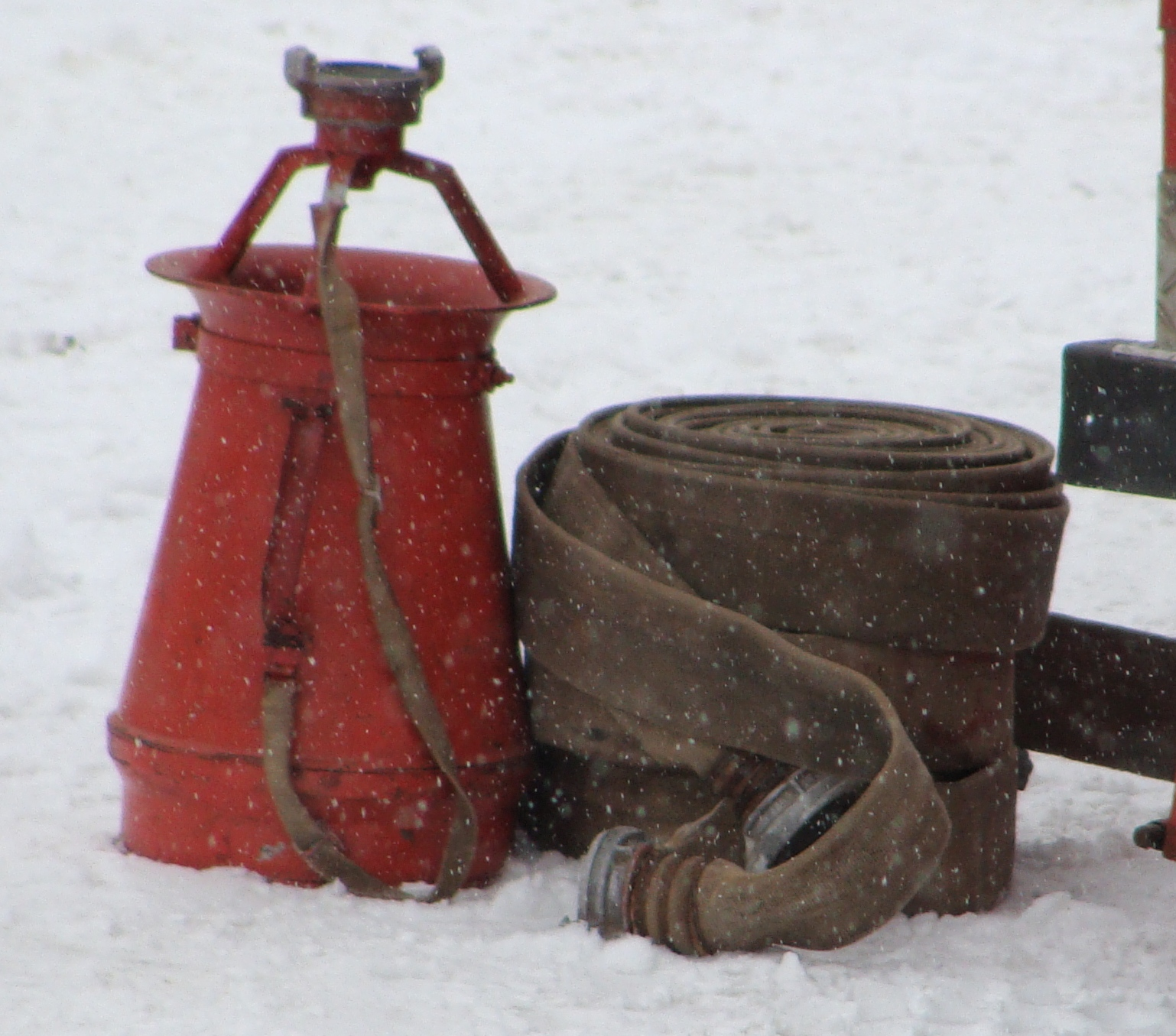
Ствол пожарный пенный ГПС-600 и пожарный напорный рукав

Наиболее важной структурной характеристикой пены является её кратность, под которой понимают отношение объёма пены к объёму её жидкой фазы. Воздушно-механическая пена подразделяется на:
- пеноэмульсия (кратность менее 3);
- низкократную (кратность до 20);
- среднекратную (кратность 20 — 200);
- высокократную (выше 200)[2].

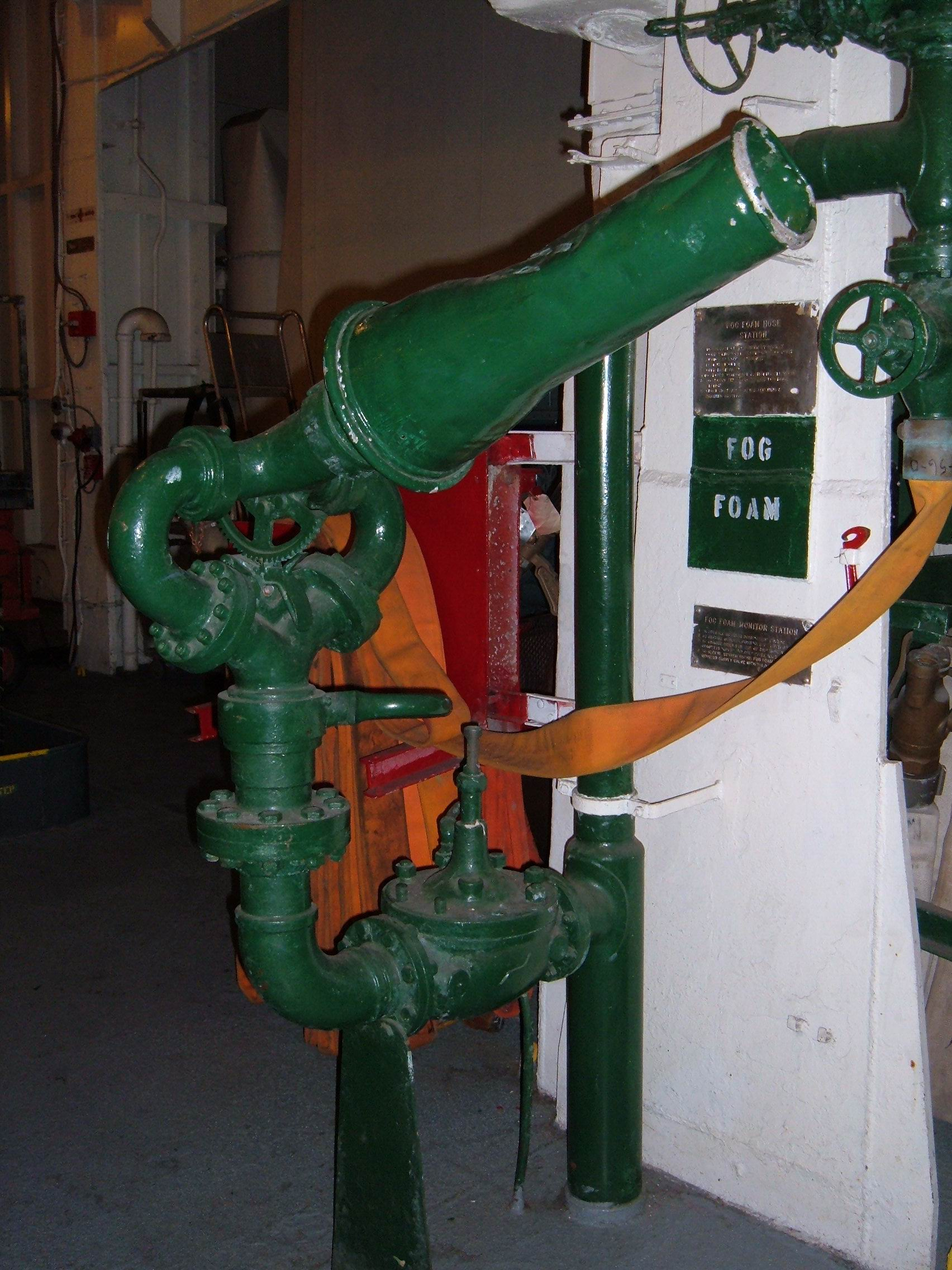
Система пенного тушения на авианосце. Фотография из музея

В настоящее время в мире сформировалась тенденция применения на практике пены только низкой или только высокой кратности. Это обусловлено повсеместным применением фторсодержащих пенообразователей, которые за счёт эффекта образования саморастекаемой водной плёнки (локальное пожаротушение на поверхности горючей жидкости) позволяют ограничиться пеной низкой кратности для быстрого достижения целей пожаротушения. В случаях вынужденного объёмного пожаротушения (авиационные ангары, трюмы речных (морских) судов и т.д.) тандем совместимых пеноконцентратов и пеногенераторов позволяют получить высокую кратность пены, заполняющую защищаемый объект и оперативно ликвидирующую пожар.
На территории России получение и применение пены средней кратности, тем не менее, продолжает сохранять свою актуальность из-за массового применения на практике генераторов пены средней кратности.

## История
Впервые метод тушения горючих жидкостей с помощью пены в 1902 году предложил молдавский инженер и химик Александр Лоран. Он изобрел огнетушащую пену, которая была успешно протестирована в нескольких экспериментах в 1902-1903 гг. Было проведено порядка 20 испытаний пены, в том числе и публичных, в ходе которых в пылающий резервуар с нефтью заливался состав Лорана. Пена представляла собой смесь двух порошков и воды, соединяемых в генераторе пены. Этими порошками были бикарбонат натрия и сульфат алюминия. Получаемая химическая пена представляла собой стабильный раствор их мелких пузырьков, содержащих диоксид углерода с меньшей плотностью, чем нефть или вода. Поскольку этот раствор был легче, чем горючие жидкости, она свободно текла по горящей поверхности жидкости и гасила огонь, перекрывая доступ кислорода.
В 1904 году Лоран запатентовал огнетушащую пену.
А. Г. Лоран разработал также пенный огнетушитель и стационарную установку пенного пожаротушения с подачей щелочного и кислотного растворов по трубам к месту пожара. Полную систему — огнетушитель с пеной Лоран позднее запатентовал не только в России, но и получил 25 июня 1907 года американский патент.

## Пенообразователи
В зависимости от химического состава (поверхностно-активной основы) пенообразователи подразделяют на:
- синтетические углеводородные;
- синтетические фторсодержащие[5].

По виду воздействия на очаг пожара выделяют:
- поверхностные — дренчерные. Защита всей расчетной площади; установки для защиты резервуаров с горючими жидкостями;
- локально-поверхностные: спринклерные — для защиты отдельных аппаратов, отдельных участков помещений; дренчерные — для защиты отдельных объектов, аппаратов, трансформаторов и т. п.;
- общеобъёмные — предназначены для заполнения защищаемых объёмов;
- локально-объёмные — для заполнения отдельных объёмов технологических аппаратов, небольших встроенных складских помещений и других;
- комбинированные — соединены схемы установок локально-поверхностного и локально-объёмного тушения для одновременной подачи пены в объём или по поверхности технологических аппаратов и на поверхность вокруг них.

## Дозаторы для пенообразователя
Для подмешивания пенообразователя в воду применяются различные устройства:
- Устройства на принципе трубки Вентури. Это самые простые дозаторы. Их достоинство заключается в простоте устройства, дешевизне. Основные недостатки такой системы — большие потери в напорном трубопроводе, невозможность получения концентраций ниже 3 %, невозможность получения точной концентрации раствора.
- Баки-дозаторы — устройства совмещающие в себе ёмкость для хранения пенообразователя и дозирующее устройство, работают независимо от давления в системе. Недостатки — невозможно проконтролировать визуально или с помощью датчиков остаток пенообразователя, громоздкость, большие затраты на эксплуатацию.

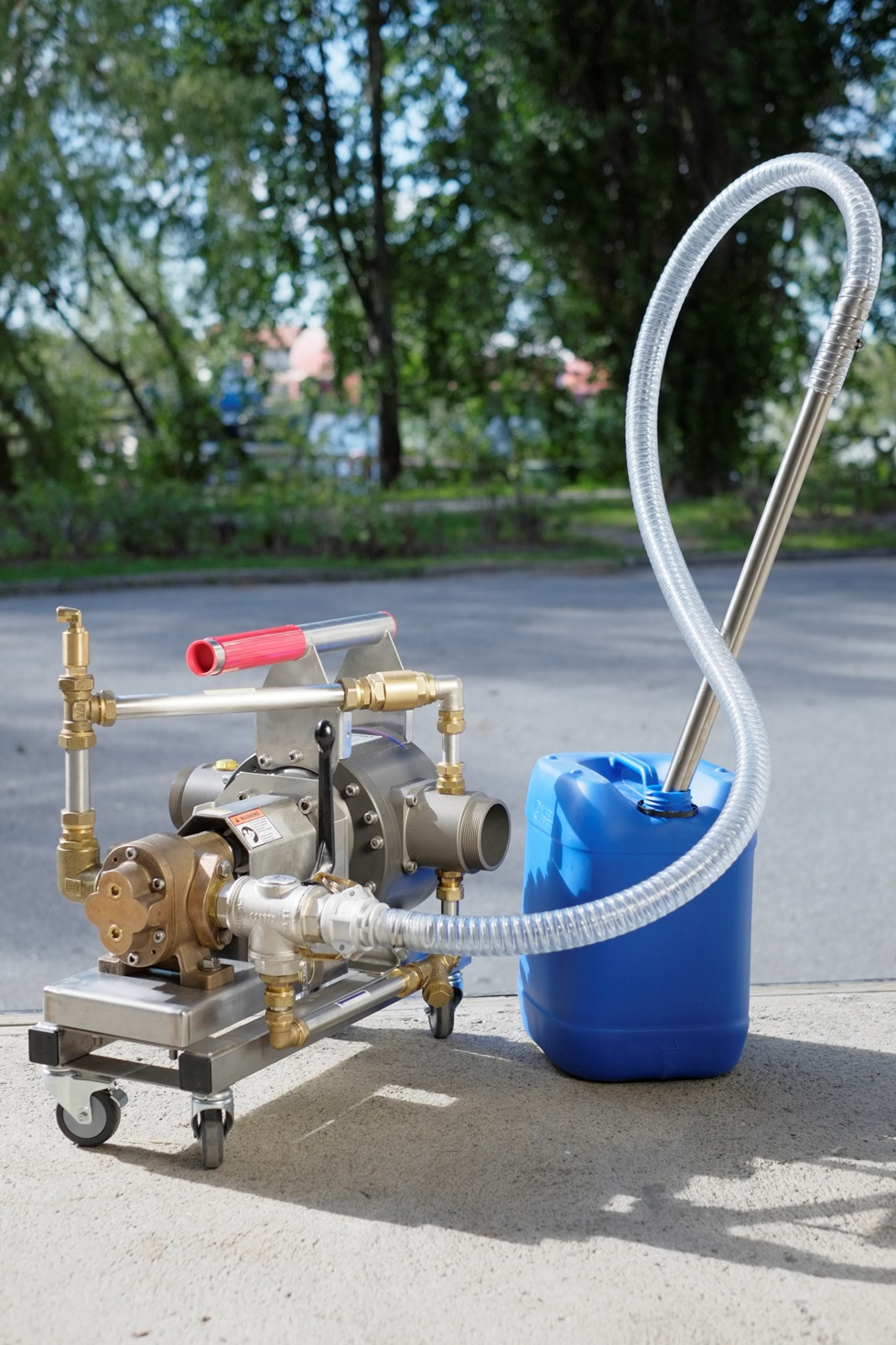
Переносной дозатор с приводом от гидромотора

- Дозирующие насосы с приводом от гидромотора — наиболее современная система и простая в эксплуатации система, не требует внешнего источника энергии работает в широком диапазоне расходов и давления. Проста и надежна в эксплуатации. Недостатки — дозирующий насос находится в непосредственной близости от питающего трубопровода — наличие всасывающего трубопровода подачи пенообразователя.